# 神田敏晶
神田 敏晶（かんだ としあき、1961年10月12日 - ）はITジャーナリスト、KandaNewsNetwork代表。

## 経歴
1961年、兵庫県神戸市に生まれる。大学時代はバックパッカーとしてアメリカに半年間滞在する。
大学卒業後はワイン・マーケティング会社の社員として勤務していたが、実家の酒屋でワインショップを開こうと思い神戸に帰郷。デザイン会社で営業していた際、Appleの大阪支部で仕事をもらううちにITに傾倒し、Macを扱ったミニコミ紙を制作するようになる。
1995年1月にビデオストリーミングによる個人放送局「KandaNewsNetwork」の運営を開始。1998年には1998 FIFAワールドカップの会場の模様をストリーミングで放送した。
デジタルハリウッド特別講師、早稲田大学大学院、関西大学総合情報学部、サイバー大学客員講師を歴任。
2003年にセグウェイを日本に広めるため、専門講習を受けた上で、企業と共同で試乗会を開催し、メディア出演を行うなどの活動をした。しかし、2004年、そのセグウェイにて公道を走行したとして道路交通法違反で50万円の罰金刑を受ける。ところが、押収された物品が返還されないことに関する説明不足を不服として35000円（1日5000円換算で1週間分）の納付を拒否。東京拘置所に労役場留置される（その後、追加納付により3日間に短縮）。この模様は雑誌の連載やメールマガジンにて獄中記として発表した。
2007年、第21回参議院議員通常選挙東京都選挙区に無所属で出馬、1万票を集めるも落選した。
2025年、情報経営イノベーション専門職大学客員教授に就任。

## エピソード
大災害や大事件を前に、寸前で回避するなどして生還した経験を持つ。
会社員時代の1985年に起きた、日本航空123便墜落事故では、帰省しようと事故当日に16時に羽田空港に行ったところ、席が確保できずに新幹線で帰郷し、搭乗を回避した。また、1994年にアメリカで発生したノースリッジ地震では高速道路が崩落したが、その高速道路を30分前に通っていた。翌1995年には阪神・淡路大震災が発生し被災。自宅が半壊するも自らは無事だった。2001年にはアメリカ同時多発テロ事件が発生したが、その日は倒壊することとなるワールドトレードセンターでの取材を打診されていた。